# Oxytropis czukotica
Oxytropis czukotica är en ärtväxtart som beskrevs av Boris Alexandrovich Jurtzev. Oxytropis czukotica ingår i släktet klovedlar, och familjen ärtväxter. Inga underarter finns listade i Catalogue of Life.